# Université du Caire
L'université du Caire (anciennement Université égyptienne de 1908 à 1940 puis université Fouad Ier de 1940 à 1952), est une institution d'études supérieures située à Gizeh en Égypte. C'est la première université publique en Égypte. Elle a été fondée, en 1908 d'abord comme université privée, puis elle est devenue université d'Etat en 1925.
L'université du Caire est la deuxième plus ancienne université en Égypte après l'université Al-Azhar.
Depuis que les universités sont évaluées selon différents classements, elle appartient aux dix meilleures universités égyptiennes, au trente meilleures universités africaines et figure dans les mille premières universités au monde, malgré les contraintes budgétaires. Elle compte également parmi ses sanciens étudiants ou étudiantes plusieurs prix Nobel.

## Histoire
L'Égypte est conquise par l'Empire britannique après une courte guerre en 1882, et placée sous tutelle britannique, tout en restant nominalement ottomane. Le représentant britannique en Égypte, Lord Cromer, s'oppose à la création d'un enseignement supérieur dans le pays, de peur, du fait de son expérience d'une autre colonie britannique où il a exercé précédemment, l'Empire britannique des Indes, que ne s'y fomente des troubles indépendantistes. Il réduit le budget de l'éducation, ferme de nombreux établissements postsecondaires spécialisés et privilégie les formations professionnelles. Il impose aussi des frais de scolarité qui réduisent la possibilité d'études pour la plupart des Égyptiens.
Lord Cromer quitte l'Égypte en 1907, et l'université du Caire est créée en 1908 « à l’initiative d’intellectuels et de leaders nationalistes égyptiens – parmi lesquels Mustafa Kamil, Saad Zaghloul (ministre de l’éducation en 1906 puis chef du parti nationaliste Wafd), Ahmad Lutfi al-Sayyid », Adolphe Cattaui Bey, etc. Le prince Fouad (fils du khédive Ismaël) est son premier recteur.
Plusieurs collèges constitutifs ont précédé la création de l'université, notamment le collège d'ingénierie (كلية الهندسة) en 1816, qui a été fermé par le khédive d'Égypte et du Soudan, Saïd Pacha, en 1854. L'université du Caire a été fondée en tant qu'université civile d'inspiration européenne, par opposition à l'université religieuse d'Al Azhar, et a constitué un des modèles possibles pour les universités égyptiennes ou africaines créées ultérieurement. En 1928, un premier groupe d'étudiantes est admis au sein de cette université.
En 2011, pendant la révolution égyptienne, l'université ferme ses portes pendant un mois. Elle fait évoluer ses processus d’inscriptions et de gouvernance (avec l'élection de son président par exemple) et rouvre en 2012. Cette université compte alors 250 000 étudiants. Elle est  située à Gizeh.
En 2015, le recteur Gaber Nassar (ar) interdit aux enseignantes de l'université de venir y dispenser leurs cours en portant le niqab, une décision approuvée le 27 janvier 2020 par la Haute Cour administrative égyptienne,,.

## Classement
Elle est classée par le U.S. News & World Report au 4e rang du classement régional 2016 des universités arabes.
En 2022, elle est au 4e des universités égyptiennes pour le classement Times Higher Education, au 601e au monde pour ce même classement, et au 401e au monde pour le classement de Shanghai 2021.

## Facultés
- Faculté d‘agriculture
- Faculté d'archéologie
- Faculté des arts
- Faculté du commerce
- Faculté d’informatique et d’information
- Sciences-politiques
- Faculté de médecine
- Faculté de Dar El-Ulum
- Faculté de médecine orale et dentaire
- Faculté d’économie et de politique
- Faculté de génie civil
- Faculté de droit
- Faculté de communication de masse
- Faculté de pharmacie
- Faculté de physiothérapie
- Faculté de planification régionale et urbaine
- Faculté de sciences
- Faculté de médecine vétérinaire
- Instituts d’études et de recherches africaines
- École d’infirmières
- Faculté des jardins d’enfants
- Institut de recherche et d’étude pédagogiques
- Institut de recherche et d’études statistiques
- Institut national du cancer
- Institut national du laser
- Faculté d’éducation spécialisée

## Personnalités

### Professeurs
- Jean-Marie Carré (1887-1958), professeur de littérature française de 1929 à 1934 ;
- Mohamed Kamel Moursey Pacha (1889–1957), professeur de droit, en fut le président ;
- Ali Moustafa Mosharafa (1889-1950), professeur de mathématiques appliquées ;
- Boutros Boutros-Ghali (1922-2016), diplômé, professeur de droit international de 1949 à 1977;
- Sahar Saleem, professeure de radiologie.

### Étudiants
- Naguib Mahfouz (1911-2006), écrivain égyptien, prix Nobel de littérature, est diplômé en littérature ;
- Amine Hafez (1921-2009), homme politique libanais, est diplômé en droit ;
- Yasser Arafat (1924-2004), homme politique palestinien, prix Nobel de la Paix, est diplômé en ingénierie ;
- Omar Sharif (1932-2015), acteur égyptien, est diplômé en mathématiques et physique ;
- Abdel Mottaleb al-Kazimi (1936-2021), homme politique koweïtien, est diplômé en commerce ;
- Nahid al-Rayyis (1937–2010), homme politique palestinien ;
- Saddam Hussein (1937-2006), homme politique irakien ;
- Etidal Osman (1942-), auteure égyptienne ;
- Mohamed el-Baradei (1942-), diplomate égyptien, prix Nobel de la Paix, est diplômé en droit ;
- Arwa Saleh (1951-1997), militante politique, féministe, et marxiste-lé, niniste égyptienne ;
- Hala El Badry (1954-), journaliste et romancière égyptienne ;
- Raufa Hassan Al-Sharki (1958-2011), activiste yéménite des Droits de l'Homme et des Droits des Femmes ;
- Iman Mersal (1966-), poétesse égyptienne ;
- Engy Ghozlan (1985-), journaliste et féministe égyptienne ;
- Yara Sallam (1985-), avocate, défenseure des droits humains ;
- Ali Zamir (1987-), écrivain, poète et chercheur comorien, Prix Senghor, Prix Wepler, Prix Mandela de Littérature et Prix France Télévisions.